# Lijst van Mongoolse kans
Dit is een lijst van Mongoolse khans.

## Grootkansvan hetMongoolse Rijk
- Dzjengis Khan (1206-1227)
- Tolui Khan (regent) (1227-1229)
- Ögedei Khan (1229-1241)
- Töregene Khatun (regent) (1241-1246)
- Güyük Khan (1246-1248)
- Oghul Ghaymish (regent) (1248-1251)
- Möngke Khan (1251-1259)
- Koeblai Khan (1260-1293)

## Kanaat van Chagatai
Het kanaat van Chagatai was een van de vier autonome erfdelen die na de dood van Dzjengis Khan ontstond en geleid werd door de kan van het kanaat van Chagatai.
- Chagatai (1226-1241)
- Qara Hülëgü (1242-1246)
- Yesü Möngke (1246-1252)
- Qara Hülëgü (1252)
- Mubarak Shah (1252-1260)
- Alghu (1260-1266)
- Mubarak Shah (1266)
- Baraq (1266-1271)
- Negübei (1271-1272)
- Buqa Temür (1272-1282)
- Duwa (1282-1307)
- Könchek (1307-1308)
- Taliqu (1308-1309)
- Kebek (1309-1310)
- Esen Buqa I (1310-1318)
- Kebek (1318-1326)
- Eljigidey (1326)
- Duwa Temür (1326)
- Tarmahirin (1326-1334)
- Buzan (khan) (1334-1335)
- Changshi (1335-?)
- Qazan Khan (?-?)
- Danishmendji (1346-1348)
- Bayan Qulï (1348-1358)
- Shah Temur (1358)
- Tughlugh Timoer (1358-1363)
- Ilyas Khoja (1363-1368)

## Yuan-dynastie
De Mongolen onder Kublai die China in zijn geheel veroverd hadden, hadden in feite heerschappij over het hele rijk, maar dit werd later alleen heerschappij in naam.
- Koeblai Khan (1280-1294)
- Öljeyitü Khan (Temür) (1295-1307)
- Külüg Khan (Khayishan) (1307-1311)
- Buyantu Khan (Ayurbarwada) (1311-1320)
- Gegeen Khan (Sidibala) (1320-1323)
- Yesün Temür Khan (1323-1328)
- Ragibagh Khan (1328)
- Khutughtu Khan (Khoshila) (1328-1329)
- Jayaatu Khan (Tugh Temür)
- Rinchinbal Khan
- Ukhaatu Khan (Toghun Temür)

## Il-kanaat
- Hulagu (1256-1265)
- Abaqa (1265-1281)
- Tekuder (1281-1284)
- Arghun (1284-1291)
- Gaikhatu (1291-1295)
- Baidu (1295)
- Ghazan (1295-1304)
- Öljeitü (1304-1316)
- Abu Sa'id (1316-1335)
- Arpa Ke'un (1335-1336)
- Musa (1336-1337)
- Mohammed (1337-1338)

## Gouden Horde
- Batu Khan (1227-1255)
- Sartaq (1255-1256)
- Berke (1257-1266)
- Mengu Timur (1266-1282)
- Tuda-Mengu (1282-1287)
- Talabug (1287-1291)
- Tokhta (1291-1312)
- Uzbeg Khan (1312-1342)
- Dzhanibek (1342-1357)
- Berdibek (1357-1361)
- Mamai (?-1380)
- Tochtamysj (1380-1395)
- Seyid Akhmed (1433?-?)
- Makhmud (1459-1465)
- Akhmat (1465-1481)

## Noordelijke Yuan-dynastie
- Biligtü Khan (Ayurshiridar)
- Uskhal Khan (Tögüs Temür)
- Jorightu Khan (Yesüder)
- Engke Khan
- Elbeg Nigülesügchi Khan
- Gün Temür Khan
- Örüg Temür Khan (Guilichi)
- Öljei Temür Khan (Bunyashiri)
- Delbeg Khan (Dalbag)
- Oyiradai Khan
- Adai Khan
- Tayisung Khan (Toghtoa Bukha)
- Esen tajsj - de leider van de Oirat-Mongolen
- Markörgis (Ükegtü)
- Mulan Khan
- Manduulun Khan
- Bolkhu Jinong (Bayan Möngke) (1487-1516)
- Dayan Khan (Batu Möngke) (1487-1516)
- Barsbolad Jinong (deputy)

De volgende khans zijn opvolgers van Dayan Khan en heersten over Chahar.
- Bodi Alagh Khan (1521?-154)
- Darayisung Gödeng Khan (1547-1557)
- Tümen Jasaghtu Khan (1557-1592)
- Buyan Sechen Khan (1592-1603)
- Ligdan Khan (1604-1634)